# ESSO Betriebskrankenkasse
Die ESSO Betriebskrankenkasse war eine offene Betriebskrankenkasse des Mineralölunternehmens ESSO mit Sitz in Hamburg. 

## Struktur
Die ESSO BKK betreute ihre Versicherten von ihrer Geschäftsstelle in Hamburg. Nach Verwaltungsratsbeschlüssen Ende August 2014 ging sie am 1. Januar 2015 in der Novitas BKK auf; der Name Esso Betriebskrankenkasse wurde aufgegeben.

## Beitragssätze
Seit 1. Januar 2009 wurden die Beitragssätze vom Gesetzgeber einheitlich vorgegeben.